# Erp, Ariège
Erp är en kommun i departementet Ariège i regionen Occitanien i södra Frankrike. Kommunen ligger  i kantonen Saint-Girons som ligger i arrondissementet Saint-Girons. År 2022 hade Erp 132 invånare.

## Befolkningsutveckling
Antalet invånare i kommunen Erp
Referens: INSEE